# Classe moyenne inférieure
Pour un article plus général, voir Stratification sociale.
La classe moyenne inférieure est l'ensemble des individus de la classe moyenne dont les membres bénéficient d'un niveau de richesse individuelle inférieur à celui de la classe moyenne supérieure tout en étant supérieur à celui des classes populaires.

## Classement par pays

### France
Les personnes catégorisées dans la classe moyenne inférieure perçoivent un revenu de l'ordre de 14 000 à 18 000 euros par an,. On y trouve notamment des professions intermédiaires (techniciens, infirmières...), ainsi qu'une partie des employés administratifs. Depuis le choc pétrolier et la crise de 1973 qui en découle, la classe moyenne inférieure se distingue de plus en plus de sa fausse jumelle, la classe moyenne supérieure ; la première étant caractérisée par son déclassement, l'autre par son ascension sociale.

### Suisse
Le revenu est utilisé comme critère de classification et non la profession. Ainsi, une personne exerçant une profession libérale à temps partiel peut appartenir à cette classe sociale.
En 2016, l'Office fédéral de la statistique range dans la classe moyenne les personnes vivant seules et ayant un revenu annuel brut compris entre 47 364 CHF et 101 484 CHF et les couples jusqu'à deux enfants ayant un revenu annuel brut compris entre 99 456 CHF et 213 120 CHF. La classe moyenne inférieure concerne toute la moitié inférieure de ces deux intervalles, soit de 47 364 CHF à 74 424 CHF par année pour les personnes seules et de 99 456 CHF à 156 288 CHF par année pour les couples. Cette catégorie représente 28 % de la population du pays. Certaines personnes de la classe moyenne inférieure sont à la limite de la précarité. En effet, bien souvent cette population dispose de revenus trop élevés pour bénéficier d'aides de l'État, mais n'arrive pas forcément à couvrir ses frais.